# Kerekhegy (Románia)
Kerekhegy (románul: Dealu Botii) falu Romániában, Kolozs megyében. A DC 128C községi úton Havasrekettye felől közelíthető meg.